# 臧相
臧相（1480年—？），字伯良，浙江海門衛健跳所官籍，海寧縣人，明朝政治人物。

## 生平
弘治十七年（1504年）甲子科浙江鄉試第四十九名舉人。正德六年（1511年）中式辛未科會試第二十二名，登第三甲第一百九十一名進士。歷官刑部员外郎，十五年十一月升廣東按察司佥事。

## 家族
曾祖臧倉盖，曾任指揮僉事；祖父臧勝，曾任副千戶；父臧海，母李氏。具庆下。